# HVM Racing

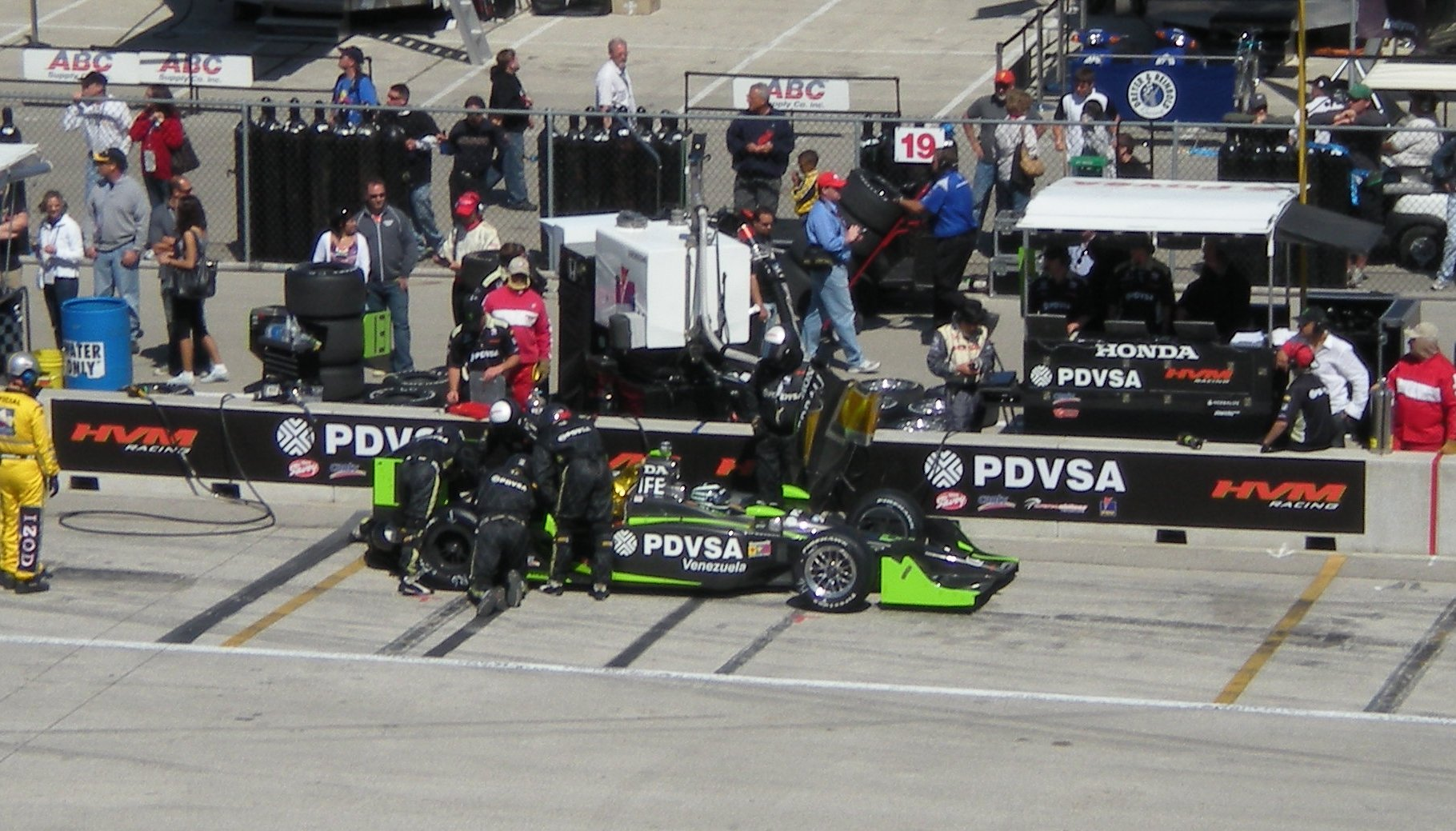
2009 год. Механики HVM обслуживают машину Эрнесто Висо во время гонки в Милуоки.

HVM Racing — действующая автоспортивная организация, выставляющая гоночную команду в серии IRL IndyCar. На сегодняшний день команда выставляет одну машину на полном расписании.
В разное время также известна под названиями:
- Bettenhausen Motorsports
- Herdez Competition
- CTE Racing-HVM
- Minardi Team USA

Команда базируется в Индианаполисе, штат Индиана, США.

## История проекта

### Команда в CART / ChampCar / IndyCar

#### Bettenhausen Motorsports
Команда сменила за свою историю множество имён и владельцев. Основателем того, что сейчас называется HVM Racing является Тони Беттенхаузен-младший.
Машины команды были выкрашены в темно-синие, белые и красные цвета. Спонсорскую поддержку команде оказывала компания Alumax Aluminum. Пилоты команды не добивались особых успехов, однако за рулём её болидов успели отметиться такие более-менее известные пилоты как Стефан Йоханссон, Элио Кастроневес и Патрик Карпентье.

#### Начало эры Кейта Уиггинса
Смена владельцев оказалась сопряжена с трагическими событиями — в начале сезона-2000 самолёт, в котором находился Тони Беттенхаузен, его жена, а также два его деловых партнёра, разбился на пути из Флориды. Все находившиеся на борту погибли.
На передний план выдвигается один из совладельцев команды — Кейт Уиггинс, берущий на себя менеджерские функции. Команда меняет название на Herdez Competition (в честь титульного спонсора), единственным пилотом заявляется Мишель Журден-младший. Следующие да года мексиканец не показывает особо хороших результатов, хотя единожды — в Бруклине-2001 — уроженцу Мехико удаётся финишировать на третьей позиции.
В 2002 году на смену Журдену пришёл его соотечественник — Марио Домингес. Экс-пилот IRL IndyLights также не смог проявить себя с точки зрения стабильности, но уже в дебютном сезоне смог принести своей команде победу — в Серферс-Парадайзе гонка почти всю дистанцию проходила под жёлтыми флагами и Марио смог удачнее других воспользоваться своими шансами.
В 2003-м году команда расширила свою программу участия в серии — была выставлена вторая машина, за рулём которой заявили Роберто Морено. В том сезоне команде удалось качественно прибавить в результатах — Домингес лишь трижды в 18 гонках не попал в Top10. Лучшим этапом в сезоне стал этап на городской трассе в Майами: Морено и Домингес принесли команде победный дубль, стартовав с 7-й и 8-й позиции. По итогам года Марио занял 6-е место в общем зачёте, а Роберто — 13-е.
В 2004-м году возрастного бразильца сменил 24-летний американец Райан Хантер-Рей. Оба пилота вновь смогли провести хороший стабильный сезон — Домингес завершил сезон 5-м, а Хантер-Рей — 9-м. На этапе в Милуокки Райан завоевал т. н. «Большой шлем».
Перед началом 2005 года команда потеряла поддержку Herdez, одним из совладельцев команды стал американский актёр Седрик Антонио Кайлс. Помимо смены названия (на CTE Racing-HVM) это привело к тому, что на роль боевых пилотов были приглашены рента-драйверы — датчанин Ронни Бремер и швед Бьорн Вирндхайм. Не один из пилотов не смог хоть сколько-нибудь серьёзно проявить себя и по ходу сезона им были найдены замены.
Сезон-2006 команда начала с Нельсоном Филиппом и Дэном Кларком. Французу удалось провести ровный хороший сезон. В Серферс-Парадайзе Нельсон принёс команде первую за два года победу. По итогам сезона Нельсон занял 4-е место в общем зачёте, а Дэн — 12-е (британец параллельно стал вторым в зачёте новичков).

#### Minardi Team USA

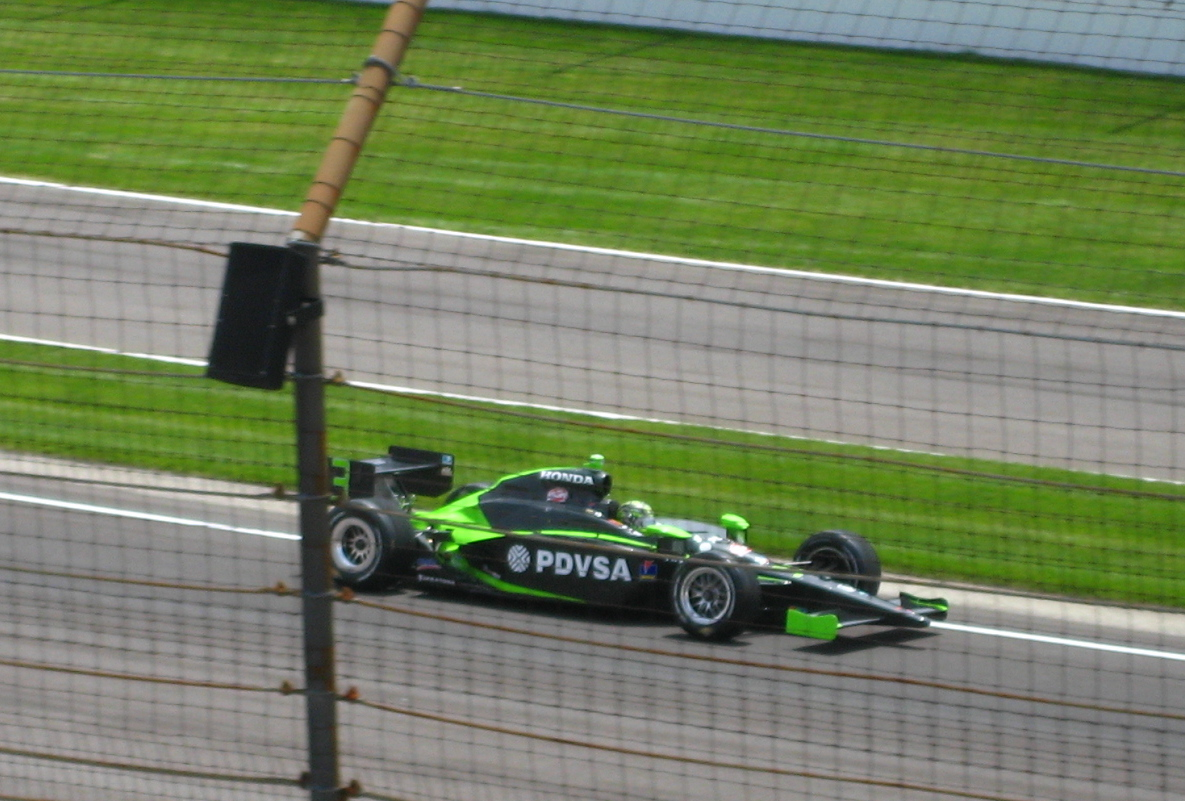
Пилот команды в сезоне-2008 Эрнесто Висо.

В 2007-м году одним из совладельцев команды стал Пол Стоддарт, название организации было изменено на Minardi Team USA. На место Филиппа пришёл экс-пилот Minardi F1 Роберт Дорнбос. Голландец провёл на удивление хороший сезон — в первых шести гонках он 5 раз финиширует в Top3 и, в какой-то момент, даже рассматривался как один из претендентов на титул. Во второй половине сезона результаты пошли на спад, однако Дорнбос сохранил за собой место в тройке лучших пилотов чемпионата и завоевал приз «Новичка года». Роберт одержал по ходу года две победы — в Мон-Треблане и в Сан-Хосе.
Кларк провалился на фоне напарника. На этапе в Зольдере его даже на одну гонку отстранили от соревнований.

#### Уход в IndyCar
В 2008 году команда перешла в объединённую серию IRL IndyCar. Стоддарт покинул проект после гонки в Лонг-Бич. Организация поменяла название на HVM Racing.
Весь сезон за команду отъездил Эрнесто Висо. На этапе в Лонг-Бич к нему присоединились Роберто Морено и Нельсон Филипп. Команда и венесуэлец не смогли быстро начать показывать результаты на уровне лидеров серии, однако Висо несколько раз попал в Top10 и закончил сезон на 18-м месте в общем зачёте.
В 2009 году Висо вновь, поначалу, был единственным пилотом команды; позже у него стали появляться партнёры: в Indy 500 им стал Нельсон Филипп, а с этапа в Мид-Огайо в этой роли стал выступать Роберт Дорнбос.

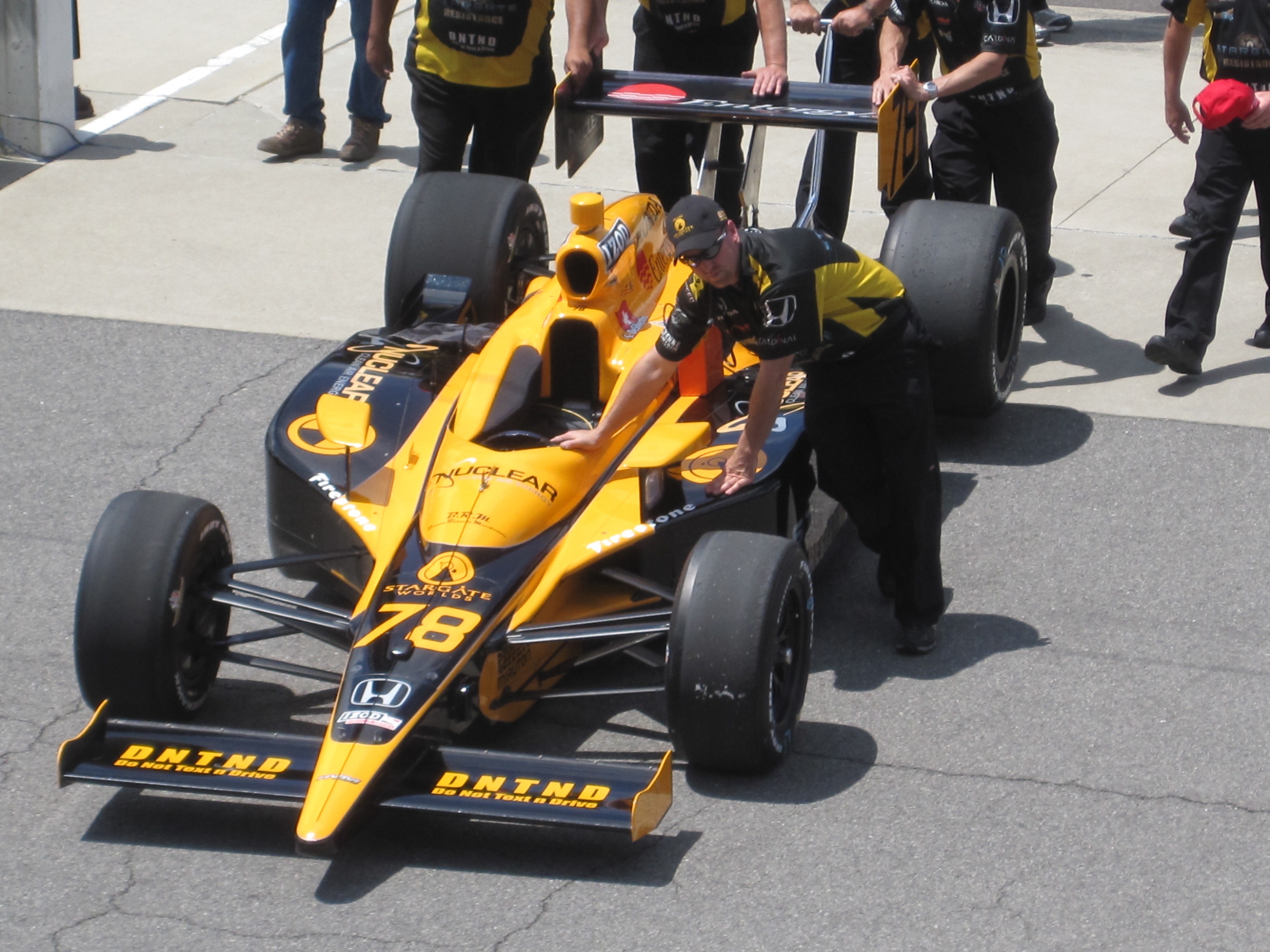
Машина де Сильвестро во время тренировке на Indianapolis Motor Speedway в 2010 году.

Сезон-2010 команда начала с единственным (и новым) пилотом — был подписан контракт со швейцарской пилотессой Симоной де Сильвестро. Спонсорскую поддержку в выставлении на старт машины #78 оказал проект Stargate Worlds. Участие дам в качестве пилотов было определённой модой того сезона — помимо Симоны в гонках также участвовали: Ана Беатрис, Милка Дуно, Сара Фишер и Даника Патрик. Швейцарка пару раз за сезон отметилась в Top10, заняв в чемпионате 19-е место. Также она стала второй в зачёте новичков и второй среди женщин-пилотов.
В сезоне-2011 де Сильвестро должна продолжить выступать за HVM.

### Проект в Indy Lights
Перед сезоном-2009 HVM объединился с командой Michael Crawford Motorsports, получив тем самым дочернюю команду в IRL IndyLights. Единственная гонка была проведена на Infineon Raceway, пилотом выступил мексиканец Хуан Пабло Гарсия.
В сезоне-2010 пилотом команды был заявлен голландец Джуниор Страус. Сотрудничество было прекращено после трёх гонок. Однако и за эти три гонки уроженец Влардингена смог единожды попасть в Top10 (восьмое место в Бирмингеме). Новый пилот так и не был найден.

## Пилоты, когда-либо выступавшие за команду

### CART/ChampCar
|    | Пилот                 | Годы            |
| -- | --------------------- | --------------- |
| 1. | Гэри Беттенхаузен     | 1982-1983, 1996 |
| 2. | Стефан Йоханссон      | 1992-1996       |
| 3. | Патрик Карпентье      | 1997            |
| 4. | Элио Кастроневес      | 1997            |
| 5. | Галтер Саллес         | 1999            |
| 6. | Сигеаки Хаттори       | 1999            |
| 7. | Мишель Журден-младший | 2000-2001       |

|     | Пилот            | Годы            |
| --- | ---------------- | --------------- |
| 8.  | Марио Домингес   | 2002-2004, 2007 |
| 9.  | Роберто Морено   | 2003            |
| 10. | Роберто Гонсалес | 2003            |
| 11. | Райан Хантер-Рей | 2004            |
| 12. | Алекс Сперафико  | 2005            |
| 13. | Ронни Бремер     | 2005            |
| 14. | Родольфо Лавин   | 2005            |

|     | Пилот               | Годы      |
| --- | ------------------- | --------- |
| 15. | Фабрицио дель Монте | 2005      |
| 16. | Омеро Ричардс       | 2005      |
| 17. | Бьорн Вирдхайм      | 2005      |
| 18. | Дэн Кларк           | 2006-2007 |
| 19. | Нельсон Филипп      | 2006      |
| 20. | Роберт Дорнбос      | 2007      |

### IRL IndyCar
|    | Пилот          | Годы      |
| -- | -------------- | --------- |
| 1. | Роберто Морено | 2008      |
| 2. | Эрнесто Висо   | 2008-2009 |
| 3. | Нельсон Филипп | 2008-2009 |

|    | Пилот                | Годы |
| -- | -------------------- | ---- |
| 4. | Роберт Дорнбос       | 2009 |
| 5. | Симона де Сильвестро | 2010 |